# Ringuelet

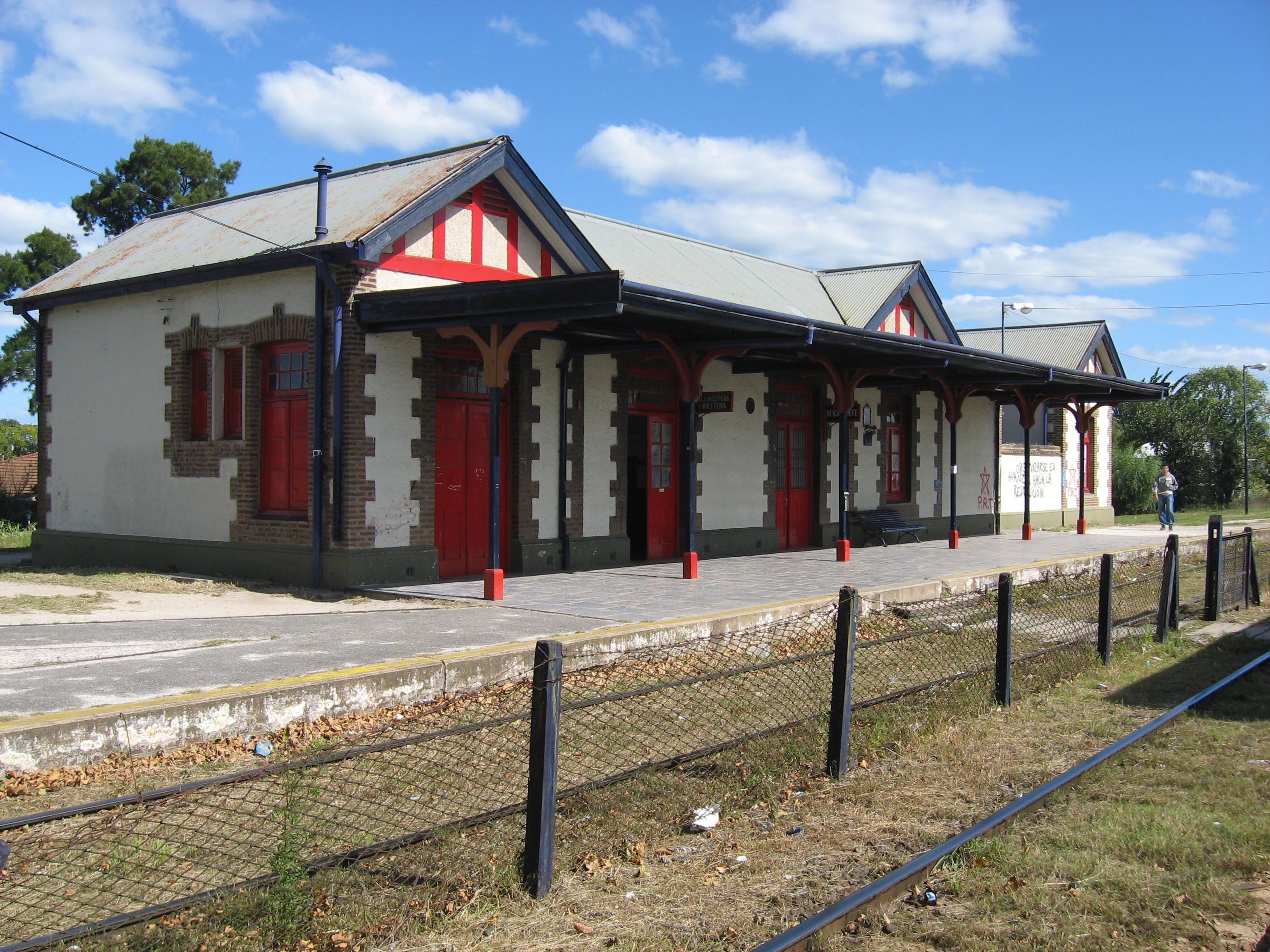
Gare de Ringuelet, sur la ligne de chemin de fer General Roca reliant La Plata et Buenos Aires.

Ringuelet est un faubourg nord-ouest de la ville de La Plata, capitale de la province de Buenos Aires, en Argentine.

## Géographie et population
La localité est située à deux kilomètres environ au nord-ouest du centre-ville de La Plata. Elle est baignée par la rivière (en grande partie rectifiée et canalisée) Arroyo del Gato (litt. « ruisseau du Chat »), affluent du río Santiago, qu'elle rejoint peu avant l'embouchure de celui-ci dans le Río de la Plata.
Sa population est de 19 689 habitants, selon le recensement de 2011.
La région est traversée des sous-failles du rio Paraná et du Río de la Plata, et de la faille de Punta del Este, d’une sismicité faible ; la dernière manifestation de celle-ci, le tremblement de terre du Río de la Plata de 1888, d’une magnitude d’environ 5,0 sur l’échelle de Richter, se produisit le 5 juin 1888 à 3 h 20 UTC-3.

## Toponymie et histoire
Le quartier tire son nom de l’ingénieur centralien français Auguste Ringuelet, qui vint en 1863 en Argentine pour y aider à construire des chemins de fer. En tant qu’ingénieur, il réalisa de très nombreux tronçons ferroviaires et dirigea d’importants ouvrages d’art, et accéda au poste de directeur de la compagnie Ferrocarril del Oeste. Il s’établit dans la ville de La Plata après la fondation de celle-ci en 1882 et y mourut en 1915. Il arriva à Buenos Aires avec deux fils, Valbert et Jules, qui se sont tous deux fixés à La Plata. Le premier est le père de Raúl Ringuelet, chercheur à l’Université nationale de La Plata.
Le quartier fait partie — au même titre que Tolosa, City Bell, Villa Elisa, Gonnet, Villa Castells et Seguí — de la zone suburbanisée que s’est développée le long de la ligne ferroviaire reliant La Plata à Buenos Aires, ligne alors dénommée Ferrocarril del Sur, l’actuel Ferrocarril General Roca. En juillet 1882, le gouvernement provincial mit en chantier un ensemble de nouvelles lignes de chemin de fer de façon à raccorder la nouvelle capitale provinciale La Plata avec les réseaux Ferrocarril del Oeste et Ferrocarril del Sur. La ligne La Plata - Empalme Pereyra (entre-temps rebaptisée Villa Elisa) fut inaugurée en janvier 1889.

## Personnalités liées à la localité
- Cristina Fernández de Kirchner, présidente de la République argentine
- Adabel Guerrero, mannequin et chanteuse
- Francisco Caruso, ministre (province de Buenos Aires)